# Alumínium-szulfid
Az alumínium-szulfid egy alumíniumból és kénből felépülő kémiai vegyület, képlete Al2S3. Ez a színtelen vegyület érdekes szerkezetű, számos formában előfordul. Az anyag érzékeny a nedvességre, kristályvizes alumínium-oxiddá vagy -hidroxiddá alakul. Ez akkor fordulhat elő, ha levegőnek van kitéve. Vízben gáz halmazállapotú hidrogén-szulfid képződése mellett hidrolizál.

## Kristályszerkezet
Az alumínium-szulfidnak több, mint hat kristályos formája ismert, ezek közül csak néhány van felsorolva az alábbi táblázatban. Legtöbbjük hasonló, wurtzit-szerű szerkezettel rendelkezik, és csak a rácsos üresedések elrendeződésében tér el a másiktól.
| Módosulat | Szimmetria   | Tércsoport | a (A) | c (A)  | ρ (g/cm³) |
| --------- | ------------ | ---------- | ----- | ------ | --------- |
| α         | Hexagonális  |            | 6.423 | 17.83  | 2.32      |
| β         | Hexagonális  | P63mc      | 3.579 | 5.829  | 2.495     |
| γ         | Trigonális   |            | 6.47  | 17.26  | 2.36      |
| δ         | Tetragonális | I41/amd    | 7.026 | 29.819 | 2.71      |

A β és γ fázis a legstabilabb stádium, az α-Al2S3 hőkezelésével nyerhető több száz Celsius-fokon. 2–65 kbar nyomásnak kitéve az alumínium-szulfid tetragonális szimmetriájú rácsba rendeződik, ez a δ fázis kialakulását eredményezi.
Az alumínium-szulfidnak molekuláris származékai nem ismertek, a kevert Al-S-Cl vegyületek viszont igen, ezenkívül az Al2Se3 és az Al2Te3 is.

## Előállítása
Az alumínium-szulfid előállítható elemeiből, ha azok keverékét meggyújtjuk:
{\displaystyle \mathrm {2\ Al+3\ S\rightarrow Al_{2}S_{3}} }
Ez a folyamat rendkívül exoterm, így nem szükséges az egész alumínium-kén keverék folyamatos hevítése (kivéve ha nagyon kis mennyiséget reagáltatunk). A végtermék olvadt állapotban keletkezik, mivel a reakció hőmérséklete meghaladhatja az 1100 °C-ot, így akár az acélon is átégeti magát. A lehűlt anyag nagy keménységű.

## Fordítás
Ez a szócikk részben vagy egészben  az   Aluminium sulfide című angol Wikipédia-szócikk ezen változatának fordításán alapul.  Az eredeti cikk szerkesztőit annak laptörténete sorolja fel. Ez a jelzés csupán a megfogalmazás eredetét és a szerzői jogokat jelzi, nem szolgál a cikkben szereplő információk forrásmegjelöléseként.